# 新温泉町立浜坂東小学校
新温泉町立浜坂東小学校（しんおんせんちょうりつ はまさかひがししょうがっこう）は、兵庫県美方郡新温泉町高末にある公立小学校。

## 概要
2003年旧浜坂町小学校区再編成に伴い、久斗（くと）小学校と久斗山の久斗山（くとやま）小学校を統合し開校した。

## 沿革
本項では校舎を継承した久斗小を前身校として記述する。
久斗小学校
- 1874年（明治7年）4月20日 - 対田の藩倉を借用して対田小学校開校。
- 1876年（明治9年） - 久斗小学校と改称。
- 1887年（明治20年） - 久斗簡易小学校と改称。
- 1892年（明治25年） - 久斗尋常小学校と改称。
- 1913年（大正2年） - 久斗尋常高等小学校と改称、高等科校舎増築。
- 1941年（昭和16年）4月1日 - 国民学校令により久斗国民学校と改称。
- 1947年（昭和22年）4月1日 - 学制改革により久斗小学校と改称。
- 1995年（平成7年）10月7日 - 新校舎へ移転。
- 2003年（平成15年）3月31日 - 閉校。

浜坂東小学校
- 2003年（平成15年）4月1日 - 久斗小学校と久斗山小学校を統合し浜坂町立浜坂東小学校が開校、旧久斗小校舎を統合校舎とする。
- 2004年（平成16年）4月1日 - 御火浦（みほのうら）小学校と赤崎（あかさき）小学校の一部を統合。
- 2005年（平成17年）4月1日 - 浜坂町と温泉町が合併し、新温泉町発足に伴い新温泉町立浜坂東小学校と改称。

## 通学区域
- 対田、久谷、高末、正法庵、辺地、藤尾、境、久斗山、三尾、赤崎、和田

## 進学先中学校
- 新温泉町立浜坂中学校

## 交通アクセス
- JR山陰本線 久谷駅より2 km。
- JR山陰本線 浜坂駅より夢つばめ久斗山線「浜坂東小」バス停下車。

## 校区内の主な施設
- 但馬御火浦

## 通学区域が隣接している学校
- 新温泉町立浜坂北小学校
- 新温泉町立浜坂南小学校
- 新温泉町立温泉小学校
- 香美町立射添小学校
- 香美町立長井小学校
- 香美町立香住小学校
- 香美町立余部小学校